# Jan Andrzej Patock

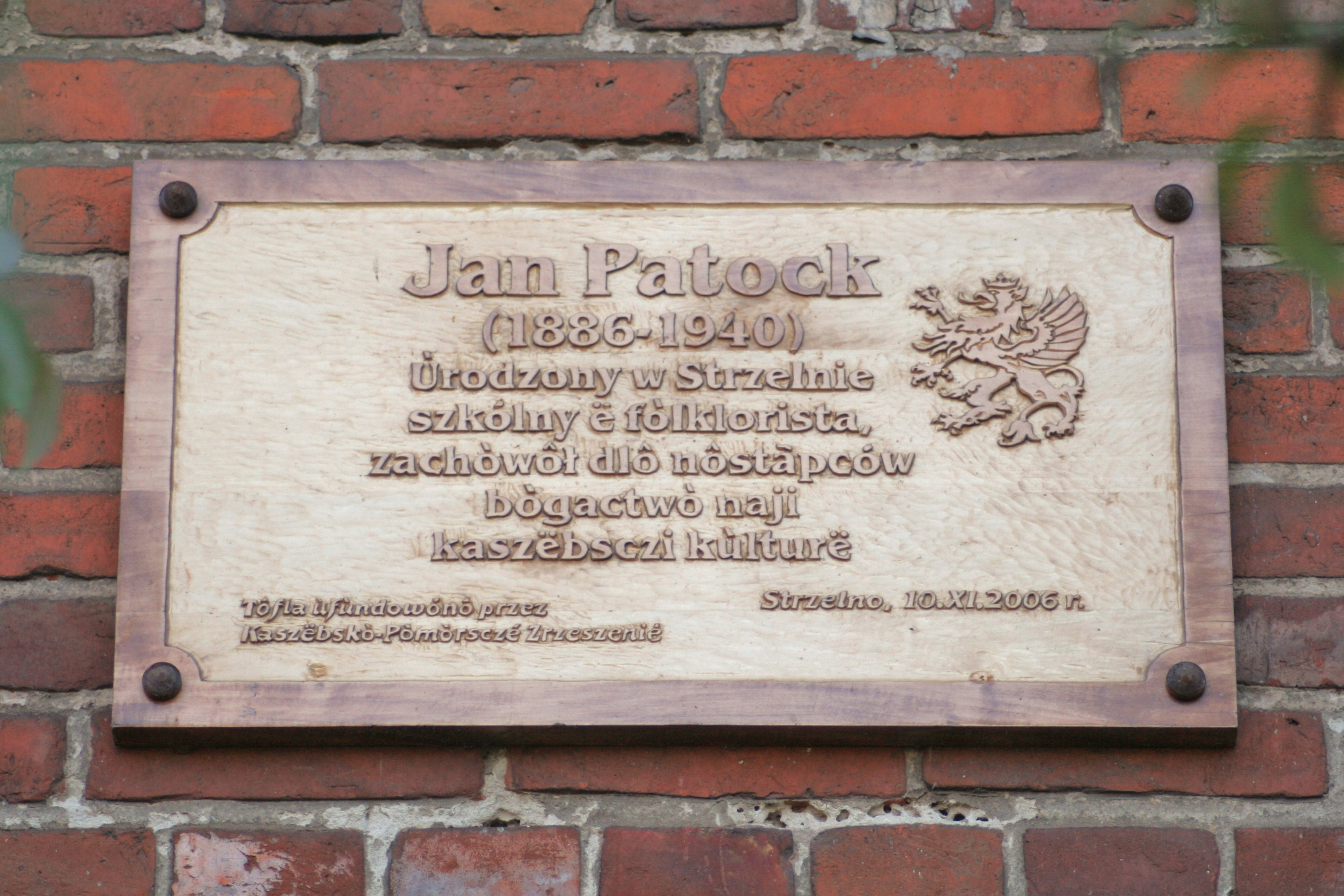
Tablica pamiątkowa Jana Patocka we wsi Strzelno

Jan Andrzej Patock (ps. Jan Sas, Wuj Wrek i Anastazja Górska) (ur. 10 listopada 1886 w Strzelnie koło Pucka, zm. 6 kwietnia 1940) - nauczyciel, pisarz, etnograf i folklorysta kaszubski.
Od 1908 r. pracował jako nauczyciel w różnych miejscowościach na Kaszubach. Od 1920 roku pracował jako inspektor szkolny w Kartuzach, Sulęczynie i Brodnicy n. Drwęcą. Od 1926 roku piastował urząd inspektora w Grudziądzu. Tam też uczył w seminariach nauczycielskich i gimnazjach. Po wybuchu wojny został aresztowany przez gestapo. Zmarł 6 kwietnia 1940 r. Został pochowany na grudziądzkim Cmentarzu Katolickim.
Był badaczem folkloru kaszubskiego, twórcą kilku prac dotyczących muzyki, języka i zwyczajów kaszubskich. Pisał w trzech językach:polskim, kaszubskim i niemieckim. Jest autorem opowiadań pt. Figle gnieżdżewskich gburów, które ukazały się w 1920 roku. Była to pierwsza książka w języku kaszubskim wydana po I wojnie światowej. W 1929 roku te same teksty, co w książce i 5 nowych, wydrukowano w czasopiśmie "Przyjaciel Ludu Kaszubskiego" (nr 2 - 4). Po wojnie książka doczekała się adaptacji scenicznej autorem której był Klemens Derca a pisarz Franciszek Fenikowski napisał na jej podstawie opowieść dla dzieci pt. Gbury z Gnieżdżewa.
Jego artykuły o tematyce kaszubskiej były publikowane w latach 30. w grudziądzkim czasopiśmie Od Naszego Morza Współpracował m.in. z Gryfem, Miteilungen des Vereins für Kaschubische Volkskunde, Gryfem Kaszubskim, Zrzeszą Kaszubską, Kaszubami, Latarnią Morską, Słowem Pomorskim i Ilustrowanym Kurierem Codziennym.

## Publikacje
- Figle gniéżdżewsczich gbùrów /za stôrima powiôstkama napisoł Jan Patock (Wùj Wrëk) 1920 wznowienie w 2006 roku wydawnictwo "MS" : Muzeum Ziemi Puckiej im. Floriany Ceynowy : Muzeum Piśmiennictwa i Muzyki Kaszubsko-Pomorskiej[3]
- Kopa szętopórk : [60 pieśni północno - kaszubskich] / zebrał, ułożył i opracował Jan Patock ; przedmową oraz słowniczkiem i uwagami językowemi zaopatrzył Władysław Pniewski wyd. Pomorska Szkoła Sztuk Pięknych, Gdynia 1936[4] jedna z pieśni pt. „Żeglarz” była śpiewana z tekstem polskim przez Marylę Rodowicz.
- Povjostkji kaszebskji, rękopis w trzech częściach, zawierał około 400 opowieści, bajek, podań i anegdot, jej część zaginęła podczas wojny.